# فرودگاه ناتینگهام

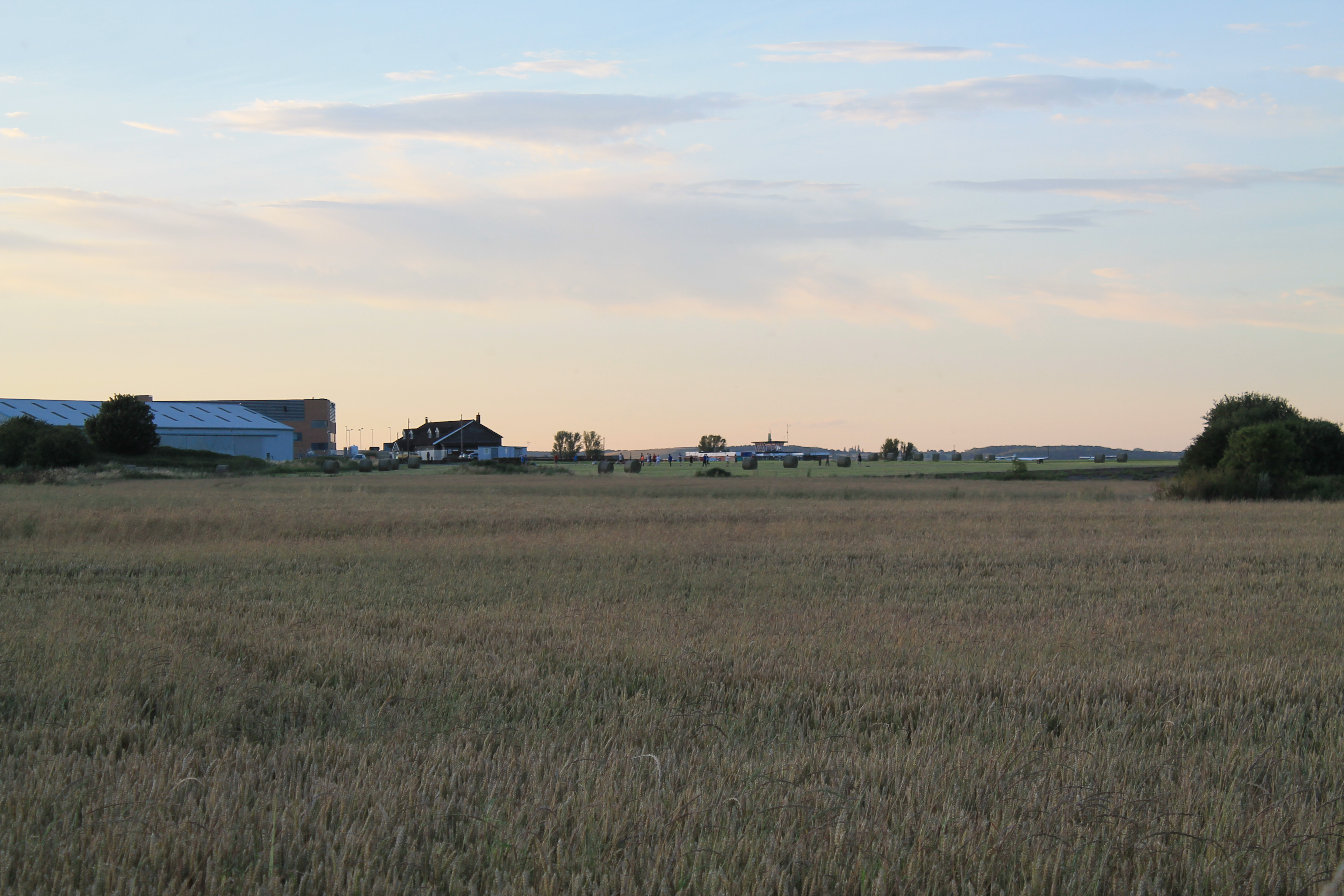
فرودگاه ناتینگهام

فرودگاه ناتینگهام (به انگلیسی: Nottingham Airport) یک فرودگاه خصوصی با کد یاتا NQT است که یک باند فرود آسفالت و بتن دارد و طول باند آن ۱۰۵۰ متر است. این فرودگاه در کشور انگلستان قرار دارد و در ارتفاع ۴۲ متری از سطح دریا واقع شده است.